# Cyaniris dubiosa
Cyaniris dubiosa är en fjärilsart som beskrevs av Hermann Stauder 1923. Cyaniris dubiosa ingår i släktet Cyaniris och familjen juvelvingar. Inga underarter finns listade i Catalogue of Life.